# La Fessée ou les Mémoires de monsieur Léon maître-fesseur
 Pour plus de détails, voir Fiche technique et Distribution
La Fessée ou les Mémoires de monsieur Léon maître-fesseur est un film pornographique de Claude Bernard-Aubert, sorti en 1976, dont il existe une version expurgée de ses scènes explicites sous le nom de Voluptés particulières.

## Synopsis
Monsieur Léon a deux emplois : employé de banque le jour et fesseur la nuit. D'abord appelé pour résoudre les problèmes sexuels de son patron, monsieur Léon ne va pas s'arrêter là. Aidé par sa laitière qui lui servira de secrétaire, il acquiert bientôt une renommée de maître-fesseur pour lequel il se fait rétribuer tout en vantant les vertus aphrodisiaques de ses pratiques.

## Fiche technique
- Titre : La Fessée ou les Mémoires de monsieur Léon maître-fesseur
- Titre de la version soft : Voluptés particulières
- Réalisation et scénario : Claude Bernard-Aubert crédité comme Burd Tranbaree
- Dialogues : Elsa Canone
- Directeur de la photographie : Claude Labbé
- Musique : Alain Goraguer crédite comme Paul Vernon
- Montage : Marcel Rongier
- Assistants réalisateur : Alain-Michel Blanc et Monique Le Bredonchel
- Production : Shangrila
- Production déléguée : Claude Bernard-Aubert
- Directeur de production : Martial Berthot
- Distribution : Alpha France
- Durée : 85 minutes
- Date de sortie : 17 novembre 1976

## Distribution
- Antoine Fontaine : M. Léon
- Emmanuelle Parèze : Germaine, la femme de Fred
- Ellen Earl (Ellen Coupey) : La femme d'affaires
- Danielle Altenburger : Aurélia,
- Corinne Lemoine : Elisabeth (crédité sous le nom de Doris Keene)
- Catherine Ringer : Marcelle, la jeune fille de 18 ans (créditée sous le nom d'Yvette Lemercier)
- Jacques Marbeuf : Fred, le patron de Léon
- Lilian Allan (créditée sous le nom de Karen Allan)
- Massimo Del Arte : ?
- Martine Grimaud : ?
- Michel Carin : ?
- Richard Allan : ?
- Marie-Christine Chireix : La contractuelle
- Olivier Mathot : Le directeur
- Maria Malone : Huguette

## Diffusion
La version expurgée du film a été diffusée à la télévision de façon cryptée en 2012.

## Autour du film
- Si le film est catalogué comme pornographique, la version DVD distribuée par BAC Films en 2014 ne comprend pratiquement aucune scène hard telle qu'on les tourne aujourd'hui dans cette catégorie de film : ainsi toutes les fellations sont cachées et aucune pénétration n'est explicite. Par contre, la version distribué par Alpha France est intégrale.
- Les fessées ne sont pas simulées et sont bien réelles. Corinne Lemoine déclarait au moment de la sortie du film : « La fessée est authentique. Elle ne dure pas longtemps mais je vous assure que les claques que j'ai encaissées m'ont fait très mal et c'est le moins que je puisse avouer »[2]
- Il s'agit du troisième film érotico-pornographique dans lequel on voit évoluer Catherine Ringer[3]. Celle-ci témoigne en 1986 dans une interview sur sa sexualité sur le plateau de Mireille Dumas des raisons qui l'ont amenée à tourner dans des films pornographiques, et parle de « situations violentes »[4].